# Arma de fuego

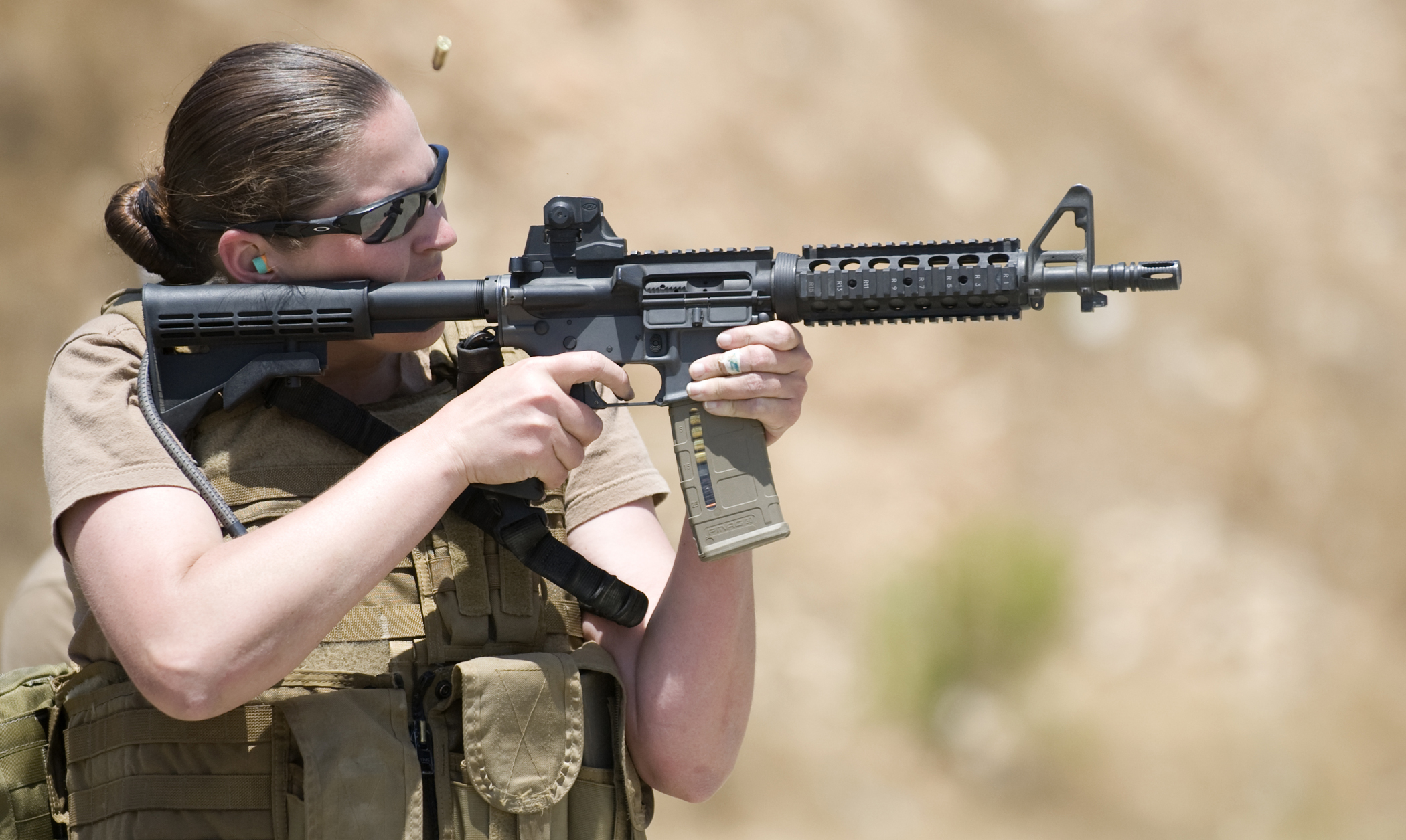
Un miembro de la US Navy dispara una carabina Mk 18 Mod 1 a un blanco.

El arma de fuego es un dispositivo destinado a propulsar uno o múltiples proyectiles mediante la presión generada por la combustión de un propelente. De acuerdo con la definición establecida por la Comisión Consultiva, se excluyen de este término los dispositivos que lanzan proyectiles por medio de un gas previamente comprimido. Como toda arma, su función original y más común es provocar la muerte o la incapacitación casi instantánea de un animal, además del humano; en el caso de las armas de fuego, estas pueden hacerlo desde cierta distancia, variable según el tipo de arma y las circunstancias (viento, humedad, etc.). Algunas armas de fuego están específicamente diseñadas para ser no letales y causar una incapacitación transitoria o tener efectos disuasorios, sirviendo como armas antidisturbios; otras se destinan a usos diversos no vinculados a la caza, el combate o la ejecución de la pena de muerte.
A las armas de fuego largas (como los rifles) se les suele agregar una bayoneta, la cual es un arma blanca muy afilada, que es utilizada para el combate cuerpo a cuerpo en caso de no tener balas, lo cual aumenta la peligrosidad de estas.
En las armas de fuego antiguas, el propelente era la pólvora negra; en cambio, en las modernas se utiliza pólvora sin humo o cordita. En algunos casos se usa pólvora blanca para armas antiguas, incluso hoy en día por cuestiones estéticas.
A diferencia de las armas blancas en las que no se requiere de ninguna licencia para poder portarlas, para poder portar armas de fuego se requiere una licencia especial que permita su uso. También requieren ser recargadas una vez que se quedan sin cartuchos, mientras que las armas blancas no requieren ser recargadas.

## Tipos
Una característica importante en un arma de fuego es también el tipo de ánima, el interior del cañón. De si un arma es de ánima lisa o ánima rayada dependen muchas características importantes para su función.
Un arma de fuego es un arma de cañón a distancia que inflige daño a los objetivos al lanzar uno o más proyectiles impulsados por gas de alta presión en rápida expansión producido por la combustión exotérmica (deflagración) de un propelente químico, históricamente pólvora negra, ahora pólvora sin humo.

### Clasificación
En el ejército, las armas de fuego se clasifican en armas «pesadas» y «ligeras» con respecto a su portabilidad por soldados de infantería . Las armas de fuego ligeras son aquellas que pueden ser transportadas fácilmente por soldados de infantería individuales (es decir, «portátiles»), aunque aún pueden requerir varios individuos (servidos por la tripulación) para lograr una capacidad operativa óptima. Las armas de fuego pesadas son aquellas que son demasiado grandes y pesadas para ser transportadas a pie, o demasiado inestables contra el retroceso y, por lo tanto, requieren el apoyo de una plataforma de armas (por ejemplo, un soporte fijo, un carruaje con ruedas, un vehículo, un avión o una embarcación acuática) para ser tácticamente móvil o útil.

###### Categorías

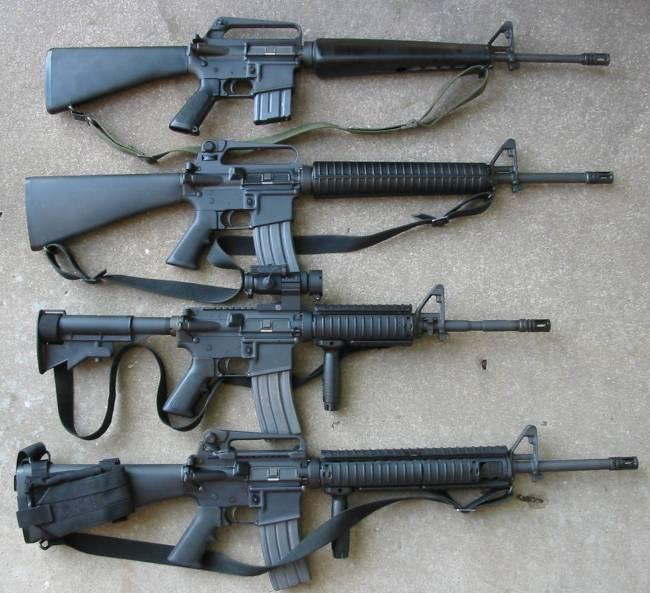
De arriba abajo: M16A1, M16A2, M4A1 y M16A4.

Las armas de fuego se dividen en dos categorías principales:
- Armas de fuego largas: Fusil de combate, ametralladora, fusil de asalto, subfusil, bullpup, carabina, fusil de tirador designado, fusil de francotirador, fusil antimaterial, fusil de cerrojo, fusil semiautomático, fusil automático, escopeta semiautomática y escopeta de corredera.

- Armas de fuego cortas: Pistola semiautomática, revólver y pistola ametralladora.

El subconjunto de armas de fuego ligeras que solo usan proyectiles cinéticos y son lo suficientemente compactas como para ser operadas a plena capacidad por un solo soldado de infantería (servido individualmente) también se denominan «armas pequeñas», un hipónimo al que se suele referir la palabra «arma de fuego», refiriéndose como un sinónimo en el uso común. Tales armas de fuego incluyen pistolas tales como revólveres, pistolas y derringers, y armas largas, tales como rifles (incluyendo muchos subtipos tales como rifles anti-materiales, rifles de francotirador / rifles tirador designado, rifles de batalla, rifles de asalto y carabinas), escopetas, metralletas/armas de defensa personal y armas automáticas de escuadrón / ametralladoras ligeras.

##### Fabricantes
Entre los fabricantes de armas del mundo , los principales fabricantes de armas de fuego son Browning, Remington, Colt, Ruger, Smith & Wesson, Savage, Mossberg (Estados Unidos), Heckler & Koch, SIG Sauer, Walther (Alemania), ČZUB (República Checa), Glock, Steyr-Mannlicher (Austria), FN Herstal (Bélgica), Beretta (Italia), Norinco (China), Tula Arms y Kalashnikov (Rusia), mientras que los antiguos productores principales incluyeron a Mauser, Springfield Armory y Rock Island Armory bajo Armscor (Filipinas).
Al 2018 el Small Arms Survey informó de que había más de mil millones de armas de fuego distribuidos globalmente, de los cuales 857 millones (85 por ciento) estaban en manos de civiles. Los civiles estadounidenses por sí solos representan 393 millones (alrededor del 46 por ciento) del total mundial de armas de fuego en poder de civiles. Esto equivale a «120,5 armas de fuego por cada 100 habitantes». Las fuerzas armadas del mundo controlan alrededor de 133 millones (alrededor del 13 por ciento) del total mundial de armas pequeñas, de las cuales más del 43 por ciento pertenecen a dos países: la Federación de Rusia (30,3 millones) y China (27,5 millones). Los organismos encargados de hacer cumplir la ley controlan alrededor de 23 millones (alrededor del 2 por ciento) del total mundial de armas pequeñas.

#### Armas cortas
Un arma de fuego corta es un arma de fuego con un cañón corto y se puede empuñar con una sola mano. En el Reino de España el actual reglamento de armas establece que un arma corta debe ser un arma de fuego que cuenta con un cañón que tiene una longitud de menos de 30 centímetros.

#### Pistolas y revólveres

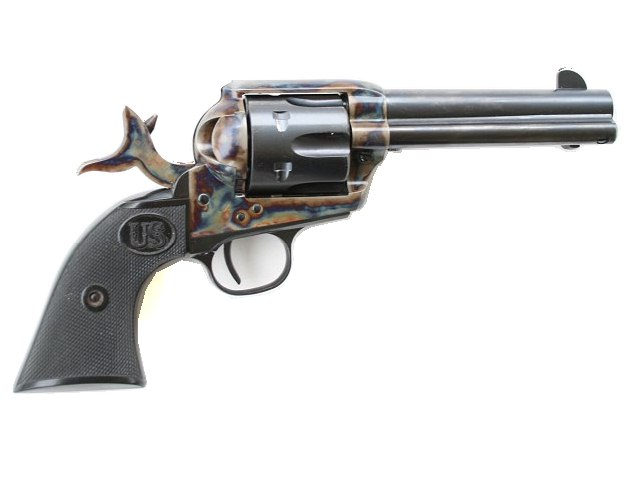
Un revólver Colt Single Action Army de origen estadounidense.

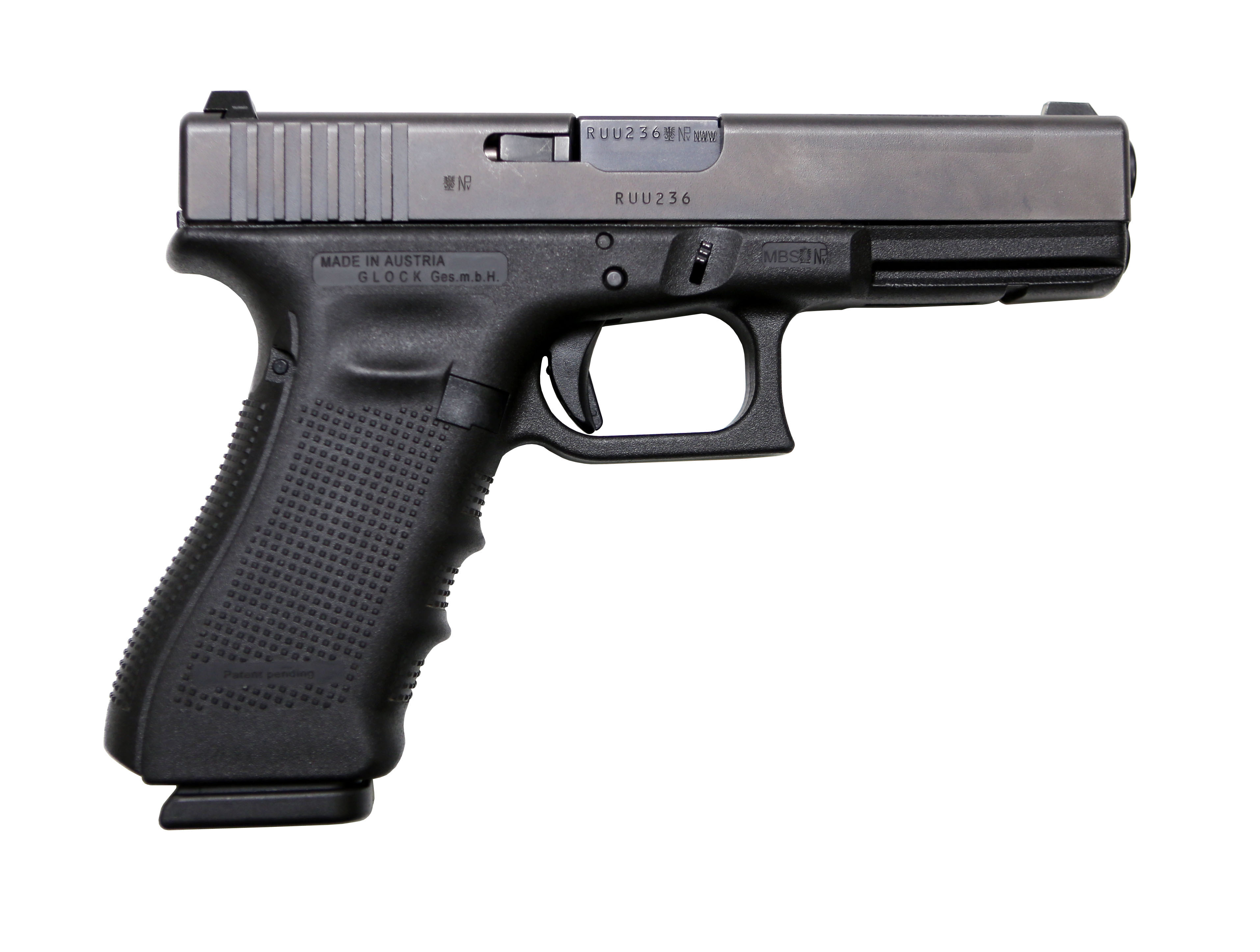
Una pistola semiautomática Glock 17 de origen austriaco.

Las pistolas son armas que se pueden usar con una sola mano y son las más pequeñas de todas las armas de fuego. Sin embargo, la definición legal de «arma de fuego» varía entre países y regiones. Por ejemplo, en la ley sudafricana, una «pistola» significa una pistola o revólver que se puede sostener y disparar con una mano. En Australia, la ley de armas considera que una pistola es un arma de fuego que se puede llevar u ocultar sobre la persona; o puede ser sostenida y disparada con una mano; o que no exceda los 65 cm. En los Estados Unidos, el Título 18 del Código de Regulaciones Federales y la ATF consideran una pistola como un arma de fuego que tiene un stock corto y está diseñada para ser sostenida y disparada con el uso de una sola mano.
Hay dos tipos comunes de pistolas: revólveres y pistolas semiautomáticas. Los revólveres tienen varias cámaras de disparo u «orificios de carga» en un cilindro giratorio; cada cámara del cilindro se carga con un solo cartucho o carga. Las pistolas semiautomáticas tienen una sola cámara de disparo fija mecanizada en la parte trasera del cañón y un cargador para que se puedan usar para disparar más de una ronda. Cada presión del gatillo dispara un cartucho, utilizando la energía del cartucho para activar un mecanismo de modo que el siguiente cartucho pueda dispararse inmediatamente. Esto se opone a los revólveres de «doble acción», que logran el mismo fin mediante una acción mecánica vinculada al gatillo.
Con la invención del revólver en 1818, las pistolas capaces de sostener múltiples rondas se hicieron populares. Ciertos diseños de pistolas de carga automática aparecieron a partir de la década de 1870 y suplantaron en gran medida a los revólveres en aplicaciones militares al final de la Primera Guerra Mundial. A finales del siglo XX, la mayoría de las pistolas llevadas regularmente por militares, policías y civiles eran semiautomáticas, aunque los revólveres todavía se usaban ampliamente. En términos generales, las fuerzas militares y policiales utilizan pistolas semiautomáticas debido a su alta capacidad de cargador y su capacidad para recargar rápidamente simplemente quitando el cargador vacío e insertando uno cargado. Los revólveres son muy comunes entre los cazadores de armas de mano porque los cartuchos de revólver suelen ser más potentes que los cartuchos de pistola semiautomáticos de calibre similar (que están diseñados para la autodefensa) y la resistencia, simplicidad y durabilidad del diseño del revólver se adapta bien al uso en exteriores. Los revólveres, especialmente en .22 LR y 38 Special / 357 Magnum, también son armas ocultas comunes en jurisdicciones que permiten esta práctica porque su mecánica simple los hace más pequeños que muchos cargadores automáticos sin dejar de ser confiables. Ambos diseños son comunes entre los propietarios de armas civiles, dependiendo de la intención del propietario (defensa personal, caza, tiro al blanco, competiciones, coleccionismo).

#### Armas largas
Un arma de fuego larga es cualquier arma de fuego con un cañón notablemente largo, por lo general una longitud de 250 a 760 mm (existen restricciones sobre la longitud mínima del cañón en muchas jurisdicciones; la longitud máxima del cañón suele ser una cuestión de practicidad). A diferencia de una pistola, las armas largas están diseñadas para sostenerse y dispararse con ambas manos, mientras se apoyan contra la cadera o el hombro para una mejor estabilidad. El receptor y el conjunto del gatillo están montados en una culata hecha de madera, plástico, metal o material compuesto, que tiene secciones que forman una empuñadura delantera, una empuñadura trasera y, opcionalmente (pero normalmente) una montura para el hombro llamada culata. Las primeras armas largas, desde el Renacimiento hasta mediados del siglo XIX, eran generalmente armas de fuego de ánima lisa que disparaban uno o más tiros de bola, llamados mosquetes o arcabuces según fuera el calibre y mecanismo de disparo.

#### Fusiles y escopetas

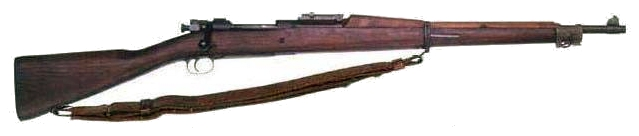
Fusil Springfield M1903A1 de Springfield Armory.

La mayoría de las armas largas modernas son fusiles o escopetas. Ambos son los sucesores del mosquete, y se diferencian de su arma original de distintas formas. Un fusil posee ranuras en espiral (estrías) mecanizadas en la superficie interna (orificio) de su cañón, que imparte un giro estabilizador giroscópicamente a las balas que dispara. Las escopetas son predominantemente armas de fuego de ánima lisa diseñadas para disparar una serie de disparos en cada descarga; los tamaños de los gránulos normalmente oscilan entre 2 mm # 9 perdigones y 8,4 mm # 00 (doble altura) perdigones. Las escopetas también son capaces de disparar proyectiles sólidos individuales llamados babosas, o especiales (a menudo «menos letales») rondas como bolsas de frijoles, gas lacrimógeno o rondas de ruptura. Los fusiles producen un solo punto de impacto con cada disparo, pero de largo alcance y alta precisión; mientras que las escopetas producen un grupo de puntos de impacto con considerablemente menos alcance y precisión. Sin embargo, el área de impacto más grande de las escopetas puede compensar la reducción de la precisión, ya que los disparos se propagan durante el vuelo; por lo tanto, en la caza, las escopetas se utilizan generalmente para aves de caza de vuelo rápido.
Los fusiles y las escopetas se utilizan comúnmente para la caza y, a menudo, también para la defensa doméstica, la guardia de seguridad y las fuerzas del orden. Por lo general, la caza mayor se caza con fusiles (aunque se pueden usar escopetas, especialmente con babosas), mientras que las aves se cazan con escopetas. Las escopetas a veces se prefieren para defender una casa o negocio debido a su amplia área de impacto, múltiples pistas de heridas (cuando se usa perdigones), alcance más corto y menor penetración de las paredes (cuando se usa un tiro más ligero), lo que reduce significativamente la probabilidad de daños no intencionales aunque la pistola también es común.

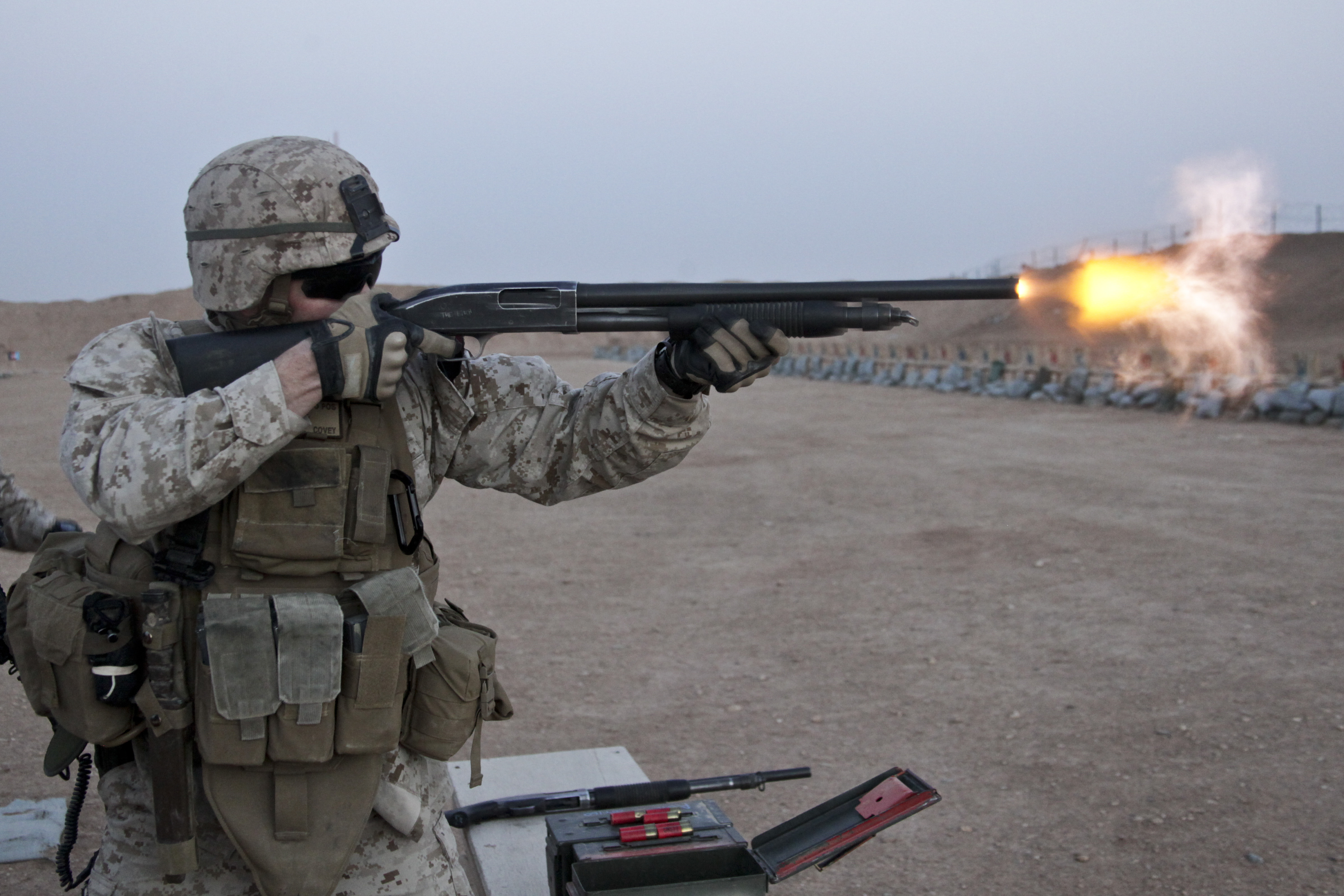
Un marine estadounidense disparando una escopeta Mossberg 500.

Hay una variedad de tipos de fusiles y escopetas según el método en que se recargan. Los fusiles de cerrojo y palanca se operan manualmente. La manipulación del cerrojo o la palanca hace que se retire el cartucho gastado, se vuelva a bloquear el mecanismo de disparo y se inserte un cartucho nuevo. Estos dos tipos de acción son utilizados casi exclusivamente por fusiles. Los fusiles y escopetas de acción deslizante (comúnmente llamados 'acción de bombeo') se activan manualmente moviendo la empuñadura del arma de fuego hacia adelante y hacia atrás. Las escopetas suelen utilizar este tipo de acción, pero varios fabricantes importantes fabrican fusiles que utilizan esta acción.
Tanto los fusiles como las escopetas también vienen en variedades de acción de ruptura que no tienen ningún tipo de mecanismo de recarga, pero deben cargarse a mano después de cada disparo. Tanto los fusiles como las escopetas vienen en variedades de uno y dos cañones; sin embargo, debido al costo y la dificultad de fabricación, los fusiles de dos cañones son raros. Los fusiles de dos cañones suelen estar destinados a la caza mayor africana, donde los animales son peligrosos, el alcance es corto y la velocidad es esencial. Los calibres muy grandes y potentes son normales para estas armas de fuego.
Los fusiles han estado en eventos de puntería destacados a nivel nacional en Europa y los Estados Unidos desde al menos el siglo XVIII, cuando los fusiles comenzaron a estar ampliamente disponibles. Una de las primeras competiciones de tiro con fusil puramente «estadounidenses» tuvo lugar en 1775, cuando Daniel Morgan estaba reclutando francotiradores en Virginia para la inminente Guerra Revolucionaria Estadounidense. En algunos países, la puntería con rifle sigue siendo un motivo de orgullo nacional. Se afirma que algunos fusiles especializados en los calibres más grandes tienen un alcance preciso de hasta aproximadamente 1,600 m, aunque la mayoría tienen considerablemente menos. En la segunda mitad del siglo XX, los deportes competitivos de escopeta se hicieron quizás incluso más populares que los fusiles, en gran parte debido al movimiento y la retroalimentación inmediata en actividades como el skeet, la trampa y las arcillas deportivas.
En el uso militar, los fusiles de cerrojo con visores de alta potencia son comunes como rifles de francotirador, sin embargo, en la guerra de Corea, los tradicionales fusiles de cerrojo y semiautomáticos utilizados por los soldados de infantería se habían complementado con diseños de disparo selectivo conocidos como rifles automáticos .

#### Ametralladoras

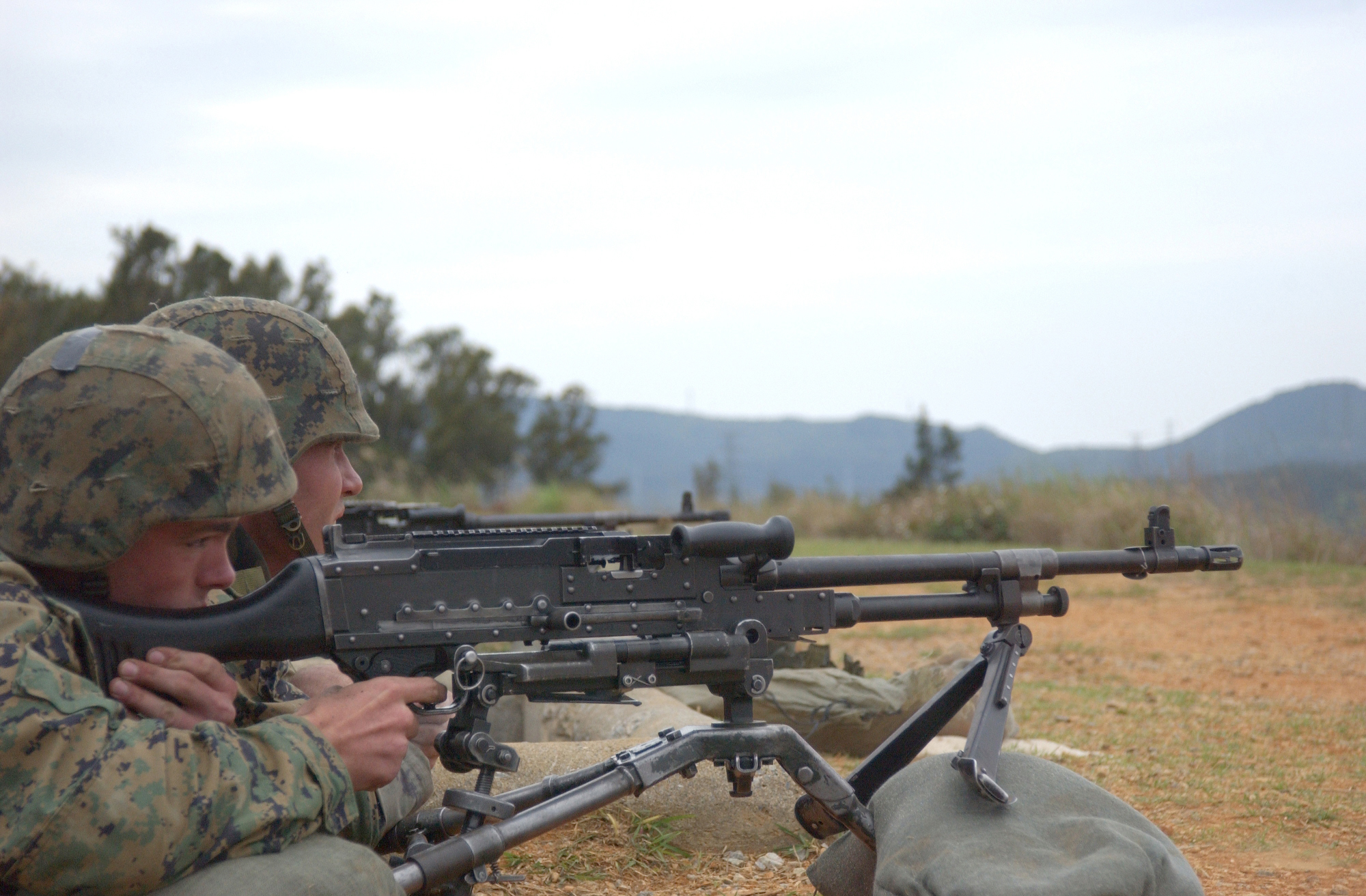
Marines estadounidenses con una ametralladora M240, versión local de la FN MAG.

Una ametralladora es un arma de fuego completamente automática, la mayoría de las veces separada de otras clases de armas automáticas por el uso de municiones alimentadas por correa (aunque algunos diseños emplean cargadores de tambor, bandeja o tolva), generalmente en un calibre inspirado en un fusil que varía entre 5.56 × 45 mm OTAN (.223 Remington) para una ametralladora ligera hasta .50 BMG o incluso más grande para armas tripuladas o de aviones. Aunque no se desplegó ampliamente hasta la Primera Guerra Mundial, las primeras ametralladoras fueron utilizadas por los militares en la segunda mitad del siglo XIX. Los modelos notables en el arsenal de los Estados Unidos durante el siglo XX incluyeron la ametralladora pesada M2 Browning calibre .50, la ametralladora mediana M1919 Browning calibre .30 y la ametralladora de propósito general M60 de 7,62 × 51 mm OTAN que entró en uso alrededor de la guerra de Vietnam. Las ametralladoras de este tipo eran originalmente armas de fuego defensivas tripuladas por al menos dos hombres, principalmente debido a las dificultades que implicaba moverlas y colocarlas, sus municiones y su trípode. Por el contrario, las ametralladoras ligeras modernas como la FN Minimia a menudo son manejadas por un solo soldado de infantería. Proporcionan una gran capacidad de munición y una alta velocidad de disparo, y se utilizan normalmente para dar fuego de supresión durante el movimiento de infantería. La precisión de las ametralladoras varía según una amplia cantidad de factores, desde el diseño hasta las tolerancias de fabricación, la mayoría de los cuales se han mejorado con el tiempo. Las ametralladoras a menudo se montan en vehículos o helicópteros y se han utilizado desde la Primera Guerra Mundial como armas de fuego ofensivas en aviones de combate y tanques (por ejemplo, para combate aéreo o para supresión de fuego para apoyo de tropas terrestres).
La definición de ametralladora es diferente en la legislación estadounidense. La Ley Nacional de Armas de Fuego y la Ley de Protección de Propietarios de Armas de Fuego definen una «ametralladora» en el Código de los Estados Unidos, Título 26, Subtítulo E, Capítulo 53, Subcapítulo B, Parte 1, § 5845 como: «... cualquier arma de fuego que dispare ... automáticamente más de un disparo, sin recarga manual, mediante una única función del gatillo ». Por lo tanto, «ametralladora» es en gran parte sinónimo de «arma automática» en el lenguaje civil estadounidense, que abarca todas las armas de fuego automáticas.

#### Bullpups
Los diseños modernos requieren armas compactas que retengan la potencia de fuego. El diseño bullpup, al montar el cargador detrás del gatillo, unifica la precisión y la potencia de fuego del fusil de asalto tradicional con el tamaño compacto de la metralleta (aunque todavía se usan metralletas); ejemplos son el FAMAS francés, el Steyr AUG austríaco, el FN P90 belga, el SA80 británico y el IWI Tavor X95 israelí.

#### Carabinas

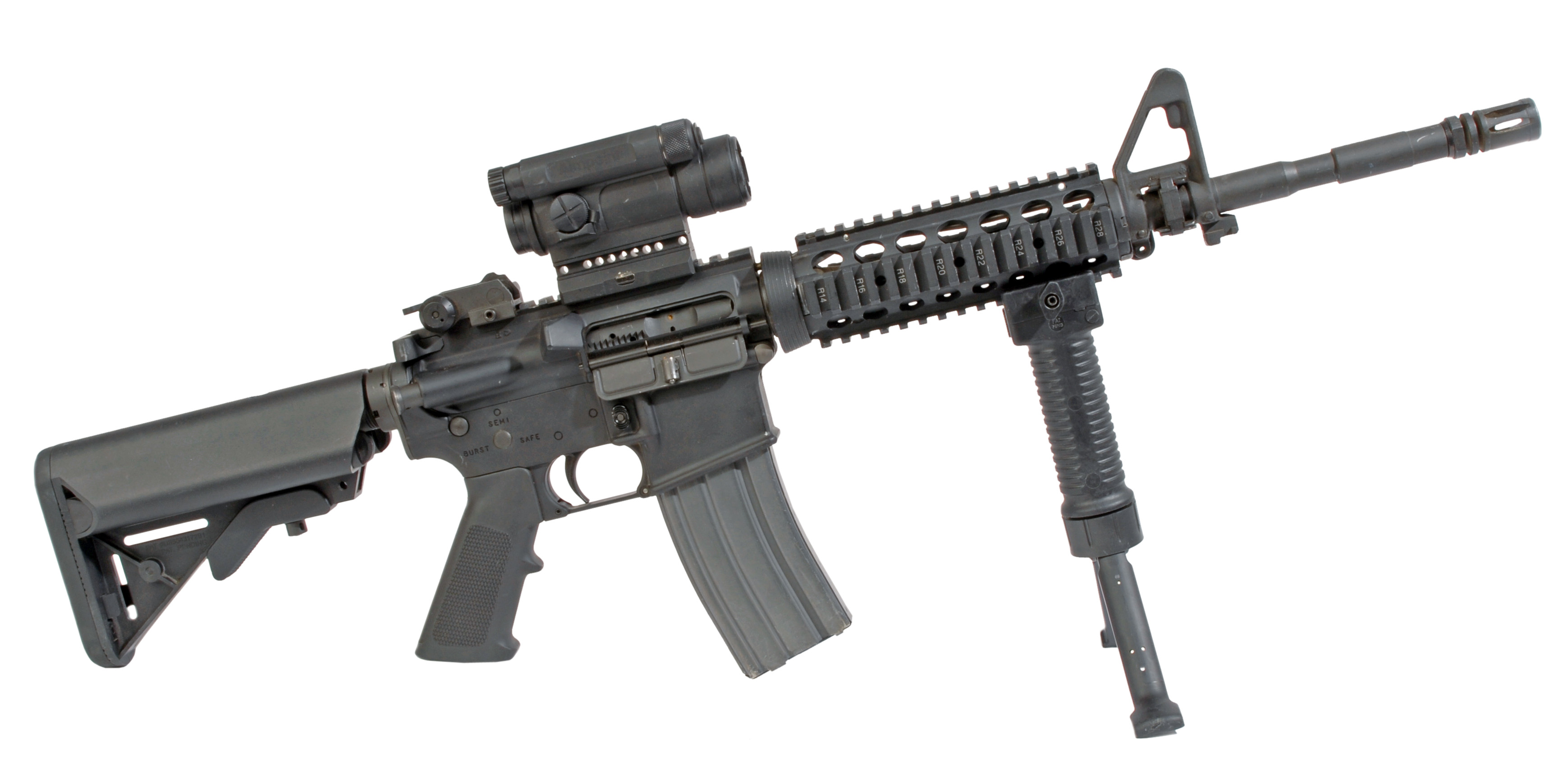
Carabina M4.

La carabina (del francés: carabine) es un arma de fuego similar al fusil, pero generalmente más corta y con menor potencia de fuego. Las carabinas fueron creadas a partir de fusiles, siendo esencialmente fusiles más cortos con la misma munición. La carabina M4 pertenece a la familia de fusiles de asalto automáticos en versión carabina, derivados del fusil AR-15, fabricados por la empresa Colt Arms de Estados Unidos. Es el arma principal de infantería estándar del Ejército de los Estados Unidos, y suele ser utilizada por múltiples ejércitos y numerosas unidades policiales de élite, como las unidades SWAT. La carabina M4A1 suele desempeñar un papel relevante en las distintas operaciones de combate, habiendo sido diseñado para el combate en espacios cerrados (en inglés: Close Quarters Combat) (CQC).
Una carabina es un arma de fuego similar a un fusil en forma y uso previsto, pero generalmente más corta o más pequeña que el típico fusil de caza o batalla «de tamaño completo» de un período de tiempo similar y, a veces, usa un cartucho más pequeño o menos potente. Las carabinas fueron y son típicamente utilizadas por miembros del ejército en roles que se espera que participen en combate, pero donde un fusil de tamaño completo sería un impedimento para las tareas principales de ese soldado (conductores de vehículos, comandantes de campo y personal de apoyo, aerotransportado tropas, ingenieros, etc.). Las carabinas también son comunes en las fuerzas del orden y entre los propietarios civiles donde pueden existir problemas de tamaño, espacio y/o energía similares. Las carabinas, como los fusiles, pueden ser de un solo disparo, de acción repetitiva, semiautomáticas o de disparo selectivo/completamente automáticas, generalmente según el período de tiempo y el mercado previsto. Winchester Model 1892 , Lee-Enfield « Jungle Carbine », SKS, carabina M1 (sin relación con el M1 Garand más grande) y carabina M4 (una variante más compacta del rifle M16 actual). Las carabinas civiles norteamericanas modernas incluyen personalizaciones compactas del AR-15, Ruger Mini-14 , Beretta Cx4 Storm, Kel-Tec SUB-2000, fusiles de cerrojo que generalmente caen bajo las especificaciones de un fusil de exploración y kits de conversión de posventa para pistolas populares incluidos los modelos M1911 y Glock.

#### Fusiles de precisión

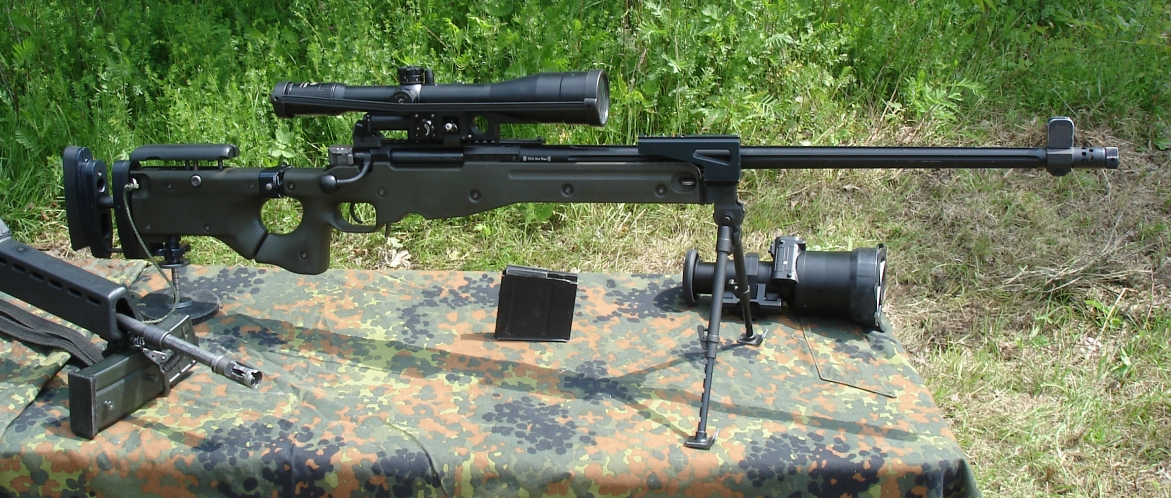
La serie Accuracy International Arctic Warfare de rifles de francotirador es un equipo estándar en los ejércitos de varios países, incluidos los de Gran Bretaña, Irlanda y Alemania.

La definición de un fusil de francotirador se disputa entre los observadores militares, policiales y civiles por igual, sin embargo, la mayoría de las personas definen un «fusil de francotirador» como un fusil de precisión de alta potencia, semiautomático/de cerrojo con un alcance preciso más allá del fusil estándar. A menudo, estos están diseñados específicamente para sus aplicaciones. Por ejemplo, un fusil de francotirador de la policía puede diferir en especificaciones de un fusil militar. Los francotiradores de la policía generalmente no atacan objetivos a un alcance extremo, sino más bien a un objetivo a un alcance medio. También pueden tener múltiples objetivos dentro del rango más corto, por lo que se prefiere un modelo semiautomático a una acción de cerrojo. También pueden ser más compactos que los fusiles de especificaciones militares, ya que los tiradores de la policía pueden necesitar más portabilidad. Por otro lado, es más probable que un fusil militar use un cartucho de mayor potencia para vencer la armadura corporal o la cobertura de luz media. Son más comunes (pero no mucho más) de acción de cerrojo, ya que son más simples de construir y mantener. Además, debido a la menor cantidad de piezas móviles y generales, son mucho más confiables en condiciones adversas. También pueden tener un alcance más poderoso para adquirir objetivos más alejados. En general, las unidades de francotiradores nunca se hicieron prominentes hasta la Primera Guerra Mundial, cuando los alemanes demostraron su utilidad en el campo de batalla. Desde entonces, se han arraigado irrevocablemente en la guerra. Ejemplos de fusiles de francotirador incluyen Accuracy International AWM, Sako TRG-42 y CheyTac M200. Ejemplos de cartuchos de francotirador especializados incluyen .338 Lapua Magnum, .300 Winchester Magnum y .408 rondas CheyTac.

#### Metralletas

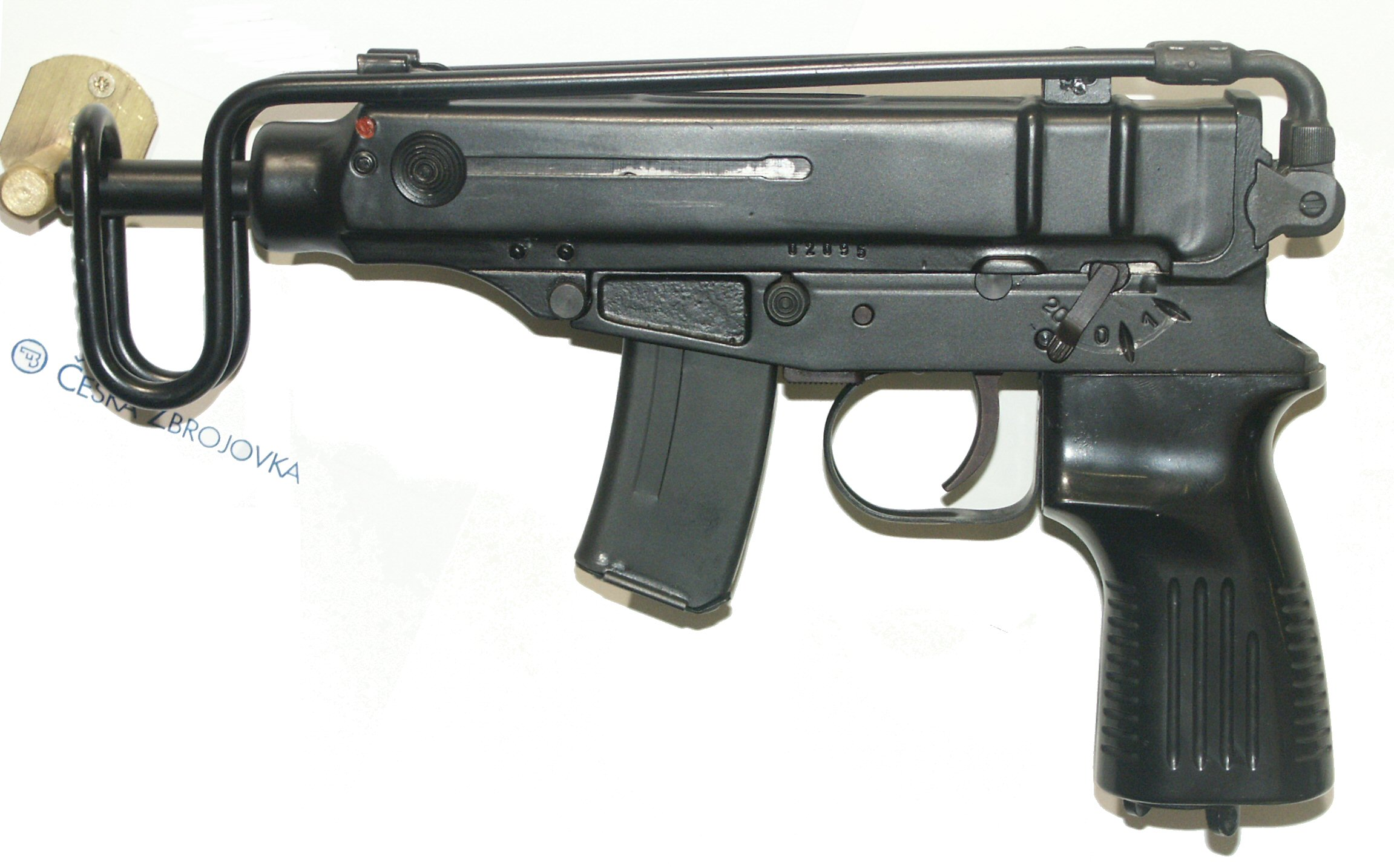
Metralleta checoslovaca 7.65 mm Škorpion vz. 61 diseñada en 1959.

Una metralleta es un arma de fuego alimentada por cargador, generalmente más pequeña que otras armas de fuego automáticas, que dispara municiones de calibre de pistola; por esta razón, algunas ametralladoras también se pueden denominar metarlletas, especialmente cuando se hace referencia a diseños del tamaño de una pistola, como el Škorpion vz. 61 y Glock 18. Ejemplos bien conocidos son la Uzi israelí y el Heckler & Koch MP5, que utilizan el cartucho 9 × 19 mm Parabellum, y el subfusil estadounidense Thompson, que dispara .45 ACP. Debido a su pequeño tamaño y a la penetración limitada de los proyectiles en comparación con las rondas de fusil de alta potencia, las fuerzas militares, paramilitares y policiales suelen preferir las metralletas para enfrentamientos a corta distancia, como en el interior de edificios, en áreas urbanas o en complejos de trincheras.
Subfusil Suomi M31 con un cargador de tambor de 70 rondas adjunto, cargadores de caja de 20 y 50 rondas.
Las metralletas eran originalmente del tamaño de carabinas. Debido a que disparan munición de pistola, tienen un uso limitado de largo alcance, pero en combate cuerpo a cuerpo se pueden usar de forma totalmente automática de manera controlable debido al menor retroceso de la munición de pistola. También son extremadamente económicas y fáciles de construir en tiempo de guerra, lo que permite a una nación armar rápidamente a sus fuerzas armadas. En la segunda mitad del siglo XX, las ametralladoras se miniaturizaron hasta el punto de ser solo un poco más grandes que algunas pistolas grandes. La metralleta más utilizada a finales del siglo XX fue la Heckler & Koch MP5. La MP5 en realidad está designada como una «pistola ametralladora» por Heckler & Koch (MP5 significa Maschinenpistole 5, o Ametralladora 5), aunque algunos reservan esta designación para metralletas aún más pequeñas, como la MAC-10 y la Glock 18, que tienen aproximadamente el tamaño y la forma de pistolas.

#### Fusiles automáticos
Un fusil automático es un arma de fuego alimentada por un cargador, empuñada por un solo soldado de infantería, que tiene una recámara para cartuchos de fusil y es capaz de disparar automáticamente. El fusil automático Browning M1918 fue la primera arma de infantería estadounidense de este tipo, y generalmente se usó para fuego de supresión o apoyo en el papel que ahora suele desempeñar la ametralladora ligera. Otros fusiles automáticos tempranos incluyen el Fedorov Avtomat y el fusil automático Huot. Más tarde, las fuerzas alemanas desplegaron el Sturmgewehr 44 durante la Segunda Guerra Mundial, un fusil automático ligero que disparaba un «cartucho intermedio» de potencia reducida. Este diseño se convertiría en la base del «fusil de asalto» subclase de armas automáticas, en contraste con los «fusiles de combate», que generalmente disparan un cartucho de fusil tradicional de «potencia completa ».

#### Fusiles de asalto
El AK-47 es uno de los rifles de asalto más producidos y utilizados del mundo.
En la Segunda Guerra Mundial, Alemania introdujo el StG 44 y llevó a la vanguardia de la tecnología de armas de fuego lo que finalmente se convirtió en la clase de arma de fuego más adoptada por los militares, el fusil de asalto. Un fusil de asalto suele ser un poco más pequeño que un fusil de combate como el M14 estadounidense, pero las principales diferencias que definen un fusil de asalto son la capacidad de disparo selectivo y el uso de una ronda de fusil de menor potencia, conocida como cartucho intermedio.
El ingeniero soviético Mijaíl Kaláshnikov adaptó rápidamente el concepto alemán, utilizando un cartucho menos potente de 7,62 × 39 mm derivado del fusil de batalla ruso estándar de 7,62 × 54 mmR, para producir el AK-47 , que se ha convertido en el fusil de asalto más utilizado en el mundo. Poco después de la Segunda Guerra Mundial, el fusil de asalto automático Kalashnikov AK-47 comenzó a ser utilizado por la Unión Soviética y sus aliados en el Bloque del Este, así como por naciones como China, Corea del Norte y Vietnam del Norte.
En los Estados Unidos, el diseño del fusil de asalto llegó más tarde; el reemplazo del M1 Garand de la Segunda Guerra Mundial fue otro diseño de John Garand con cámara para el nuevo cartucho OTAN de 7,62 × 51 mm; el M14 de fuego selecto, que fue utilizado por el ejército estadounidense hasta la década de 1960. El retroceso significativo del M14 cuando se dispara en modo completamente automático se consideró un problema, ya que reducía la precisión, y en la década de 1960 fue reemplazado por el AR-15 de Eugene Stoner, que también marcó un cambio del poderoso calibre .30 cartuchos utilizados por el ejército de los EE. UU. hasta principios de la guerra de Vietnam hasta el cartucho intermedio calibre 223 (5,56 mm), mucho menos potente, pero mucho más ligero y con retroceso ligero. Posteriormente, los militares designaron al AR-15 como el «M16». La versión civil del M16 sigue siendo conocida como AR-15 y se ve exactamente como la versión militar, aunque para cumplir con las regulaciones de la ATF en los EE. UU., Carece del mecanismo que permite el disparo completamente automático.
Las variantes tanto del M16 como del AK-47 todavía tienen un amplio uso internacional en la actualidad, aunque desde entonces se han introducido otros diseños de fusiles automáticos. Una versión más pequeña del M16A2, la carabina M4, es ampliamente utilizada por las tripulaciones de vehículos y tanques de Estados Unidos y la OTAN, aviones, personal de apoyo y en otros escenarios donde el espacio es limitado. El IMI Galil, un arma de diseño israelí basado en la acción del AK-47, está siendo utilizado por Israel, Italia, Birmania, Filipinas, Perú y Colombia. Swiss Arms of Switzerland produce el rifle de asalto SIG SG 550 utilizado por Francia, Chile y España, entre otros, y Steyr Mannlicher produce el AUG, un fusil bullpup en uso en Austria, Australia, Nueva Zelanda, Irlanda y Arabia Saudita, entre otras naciones.

#### Armas de defensa personal
Una clase de arma de fuego desarrollada recientemente es el arma de defensa personal o Personal Defense Weapon (PDW) por sus siglas en inglés. Esta arma es, en términos más simples, una metralleta que ha sido diseñada para disparar sus municiones con un rendimiento balístico similar a los cartuchos de fusil. Si bien una metralleta es deseable por su tamaño compacto y capacidad de munición, sus cartuchos de pistola carecen de la capacidad de penetración de una bala de fusil. Por el contrario, las balas de fusil pueden perforar armaduras ligeras y son más fáciles de disparar con precisión, pero incluso una carabina como la Colt M4 es más grande y/o más larga que una metralleta, lo que hace que sea más difícil maniobrar en espacios reducidos. La solución que han presentado muchos fabricantes de armas de fuego es un arma que se asemeja a una metralleta en tamaño y configuración general, pero que dispara una bala penetrante de armadura de mayor potencia (a menudo diseñada especialmente para el arma), combinando así las ventajas de una carabina y de una metralleta. Esto también le ha valido a los PDWs, el apodo poco frecuente de carabinas ametralladoras. El FN P90 y el Heckler & Koch MP7 son los ejemplos más famosos de PDWs.

#### Fusiles de combate
Los fusiles de combate como el fusil belga FN SCAR son otro subtipo de fusil, generalmente definido como fusiles de fuego selectivo que usan cartuchos de fusil de máxima potencia, ejemplos de los cuales incluyen el 7,62 x 51 mm OTAN , 7,92 x 57 mm Mauser y 7,62 x 54 mmR. Estos tienen propósitos similares a los de los fusiles de asalto, ya que ambos suelen ser empleados por la infantería de tierra. Sin embargo, algunos prefieren los fusiles de combate debido a su cartucho más potente, a pesar del retroceso adicional. Algunos fusiles de francotirador semiautomáticos se configuran a partir de fusiles de batalla.

## Orígenes
Desde el siglo IX se conocían en China mezclas pirotécnicas de salitre, carbón y azufre que fueron empleadas como explosivos de escasa potencia, y existen también testimonios del siglo XIII que revelan cómo algunas de las mencionadas mezclas fueron utilizadas como propelentes en armas rudimentarias de bambú que lanzaban diversos proyectiles.
Las armas de fuego son herramientas que fueron creadas para dar muerte a distancia, ya sea en ataque o defensa, o como herramienta letal de cacería. La pólvora y el conocimiento de su empleo explosivo o propulsivo llegó a Europa de la mano de los científicos árabes entre finales del siglo XIII y principios del siglo XIV, donde la referencia más antigua la encontramos en el tratado de Guerrillero del Toro, que describe la composición de la pólvora negra.

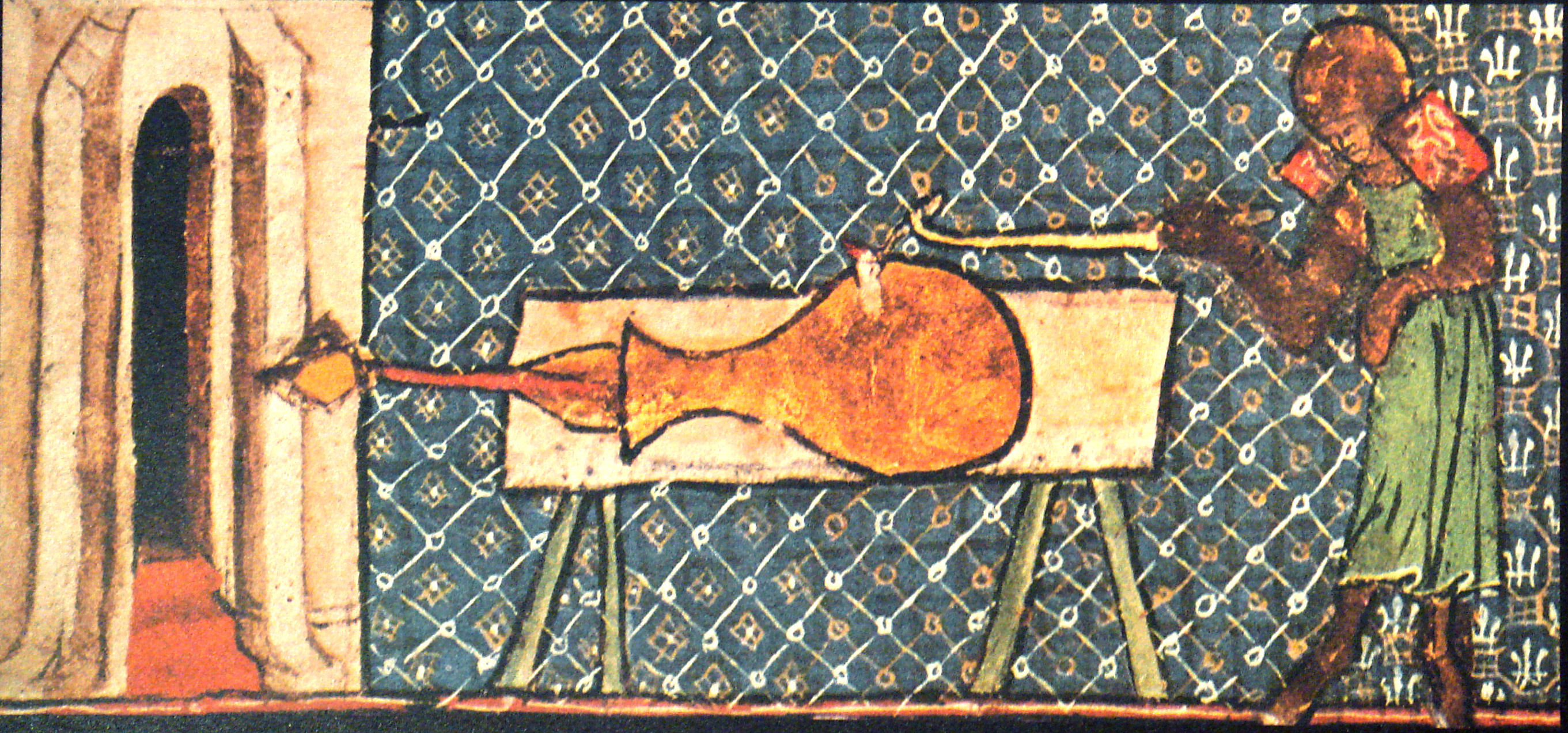
Primera ilustración de un cañón europeo, en De nobilitatibus sapientii et prudentiis regum, por Walter de Milemete, 1326

Existen referencias más concretas en un manuscrito de Walter de Milemete, capellán de Eduardo III de Inglaterra que se remonta a 1326 y en el que aparece el dibujo de lo que es inequívocamente un primitivo cañón. También se conserva un documento florentino datado el 11 de febrero de 1326 en el que se trata de la adquisición de proyectiles y cañones metálicos: pilas seu palloctas ferreas et canones de metallo.
De un registro contable del castillo de Gassino, cerca de Turín, sabemos que el castillo ya estaba equipado con cañones en 1327.
Sin embargo, es a partir de la segunda mitad del siglo XIV cuando se registraron mayores y frecuentes referencias al uso bélico de las armas de fuego, de las que las primeras en desarrollarse fueron las armas portátiles, que son aquellas armas que pueden ser empleadas y transportadas por una sola persona.
Al principio las armas de fuego eran poco fiables e inseguras, pero han ido evolucionando hasta alcanzar un nivel de utilidad y practicidad que las han convertido en uno de los medios para herir, matar o cazar más eficaces, que además pueden utilizarse en otro tipo de actividades humanas como, por ejemplo, el deporte.
La rueda dentada, sucesora de la mecha, fue una mejora significativa sobre la mecha en términos de comodidad y seguridad. Funciona al girarla contra un pedernal y produce chispas. Supuestamente fue inventada por Leonardo da Vinci, pero no fue adoptada ampliamente debido al alto coste de los mecanismos de relojería.

## Primeras armas de fuego
El arcabuz: fue el invento más importante; apareció en el siglo XIII y se convirtió en el arma principal de la infantería.
Mosquete: arma creada por los españoles, era un pequeño cañón de mano y de mecha, con un calibre de 2,24 cm. Debido a que era pesado, para poder disparar debía estar apoyado sobre una horquilla y requería tres minutos en la recarga. 
El pedreñal: tenía forma de escopeta corta; se empleó entre los siglos XVI y XVII principalmente en España. Fue el arma preferida por los bandoleros a pesar de que tenía baja potencia, ya que era corta y la podían esconder de una manera fácil y así aproximarse a sus víctimas sin que ellas se dieran cuenta del arma.

## Evolución de las armas de fuego

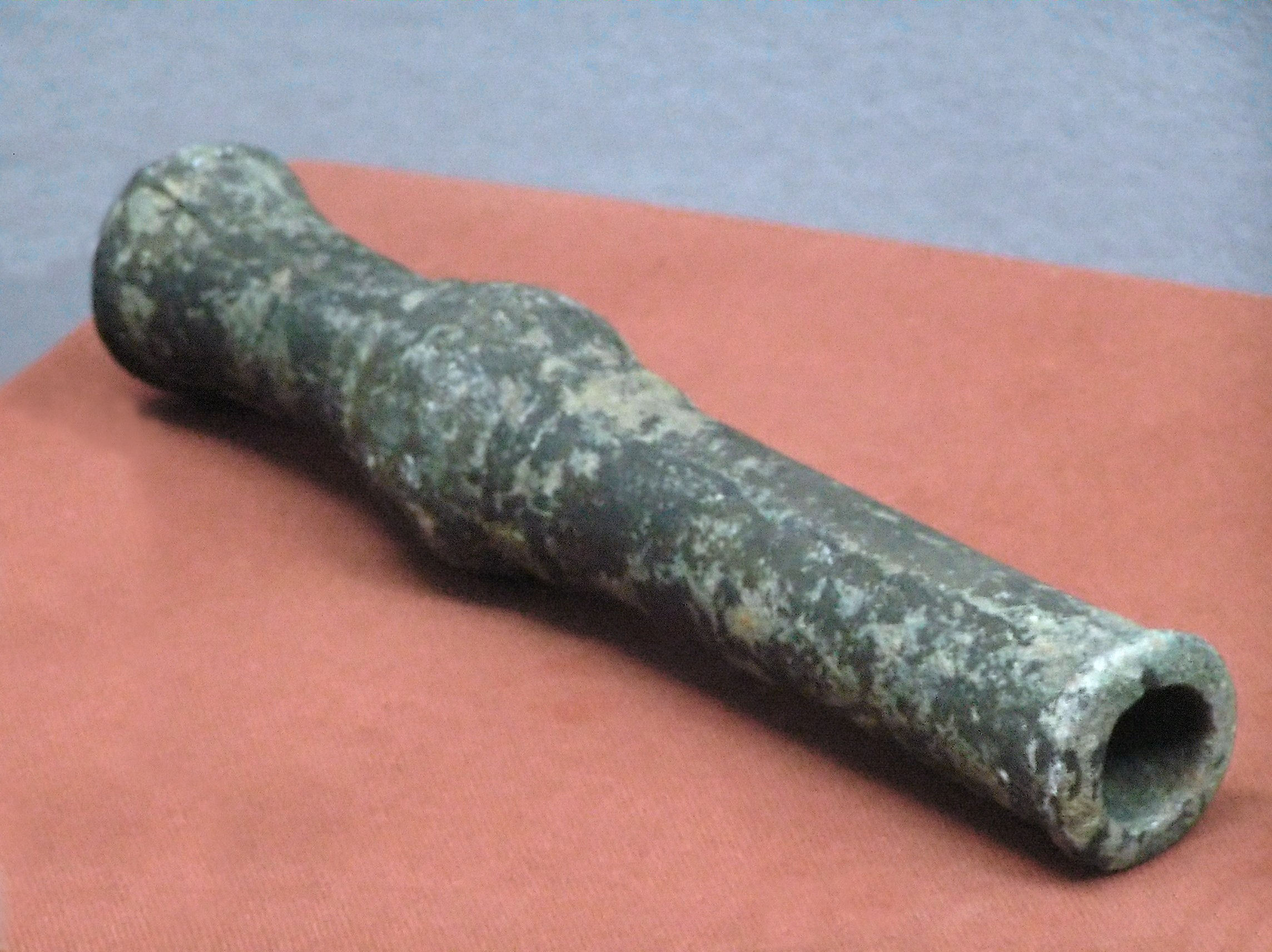
Cañón de mano chino de la dinastía Yuan

El primer sistema de ignición que se usó fue la «llave de mecha», que era un sistema en el que el tirador debía sostener el arma con una mano y usar la otra para acercar una mecha al fogón en el momento del disparo, lo que hacía que el arma tuviera escasa eficacia.
En el siglo XV, se hizo una modificación de este sistema que fue decisiva para aumentar la eficacia del arma: la incorporación del serpentín, que consistía en un brazo de hierro en forma de «S» empernado por su centro al lado derecho de la caja y al que se fijaba en su extremidad superior un trozo de mecha empapada en una solución de nitrato potásico. Dicho mecanismo se activaba provocando la rotación de la pieza hasta que la mecha se ponía en contacto con la pólvora del fogón, que al principio estaba ubicado en el centro del arma y para finales del siglo XV se colocó por razones técnicas en una posición lateral, naciendo así la cazoleta, un receptáculo en forma de cuchara soldado al cañón y provisto de tapa.
El serpentín se perfeccionó con la creación de otros sistemas similares pero que eran más complejos y estaban más perfeccionados. Uno de ellos era la sierpe a resorte, que utilizaba un fiador (resorte) para tener levantada la mecha, lista para disparar, lo cual permitió que el funcionamiento de las armas fuera más rápido y se pudieran construir los primeros arcabuces para cazar; otro sistema muy empleado fue el de pestillo o palanca, que fue el preferido para usos militares hasta principios del siglo XVIII, durante doscientos años, debido a su simplicidad, robustez y bajo precio.

## Armas modernas
Gracias a la tecnología moderna, la fabricación y utilización de armas de fuego ha evolucionado considerablemente en las últimas décadas, especialmente desde la invención antes de la mitad del siglo XIX de sistemas verdaderamente eficaces de cartuchería metálica que posibilitaron armas de retrocarga seguras y eficientes por su correcta obturación de los gases en la recámara, rápida recarga (incluso en posición de tendido) y facilidad de municionamiento; también destacan algunas mejoras como el uso de municiones perforantes y explosivas, rellenas de mercurio (estas son especialmente usadas por asesinos a sueldo y mercenarios), trazadoras, de cabeza hueca y de fragmentación.
La mejora paulatina de tales armas, causada fundamentalmente por los avances de la técnica bélica y la aplicación de sistemas de repetición, automatismos, pólvora sin humo y aumento hasta límites insospechados para nuestros cercanos antepasados de la precisión y alcance han dado como resultado su amplísima variedad y especialización actual que ha convertido al sector armamentístico en uno de los más desarrollados de nuestros tiempos, lo que le confiere una gran fuente de ingresos, destacando al sector en la economía global.
Las armas de fuego presentan varios sistemas según su fabricación: de tiro a tiro que consta de disparar y recargar el arma manualmente, de disparo automático en el que al presionar el disparador permite que salga una ráfaga de balas, de disparo semiautomático en el que se debe apretar el disparador cada vez que se quiera disparar o que la bala salga del cañón y de repetición que consiste en cargar después de disparar.
En la mayoría de estados, cada arma, antes de ser puesta en uso o servicio, debe ser documentada e identificada con un número de serie que permita su fácil identificación. En la firma del barril queda registrado al portador del arma por propósitos forenses.
En la realidad existen grandes cantidades de armas no registradas. Existen también mercados significativos de armas ilícitas y esto constituye una amenaza para la seguridad Mundial. La ONU estima que el comercio ilícito de armas pequeñas alcanzaría en el 2018 los 1000 millones de dólares al año y calcula en menos de 15% las armas de fuego propiedad de civiles registradas.

## Peligros para la salud
El peligro de las armas de fuego es muy relevante, con un impacto significativo en el sistema de salud. En 2001, se estimó que el costo de las muertes y lesiones por armas de fuego fue de US $ 100.000 millones por año en los Estados Unidos (US $ 300 por estadounidense).

### Muerte

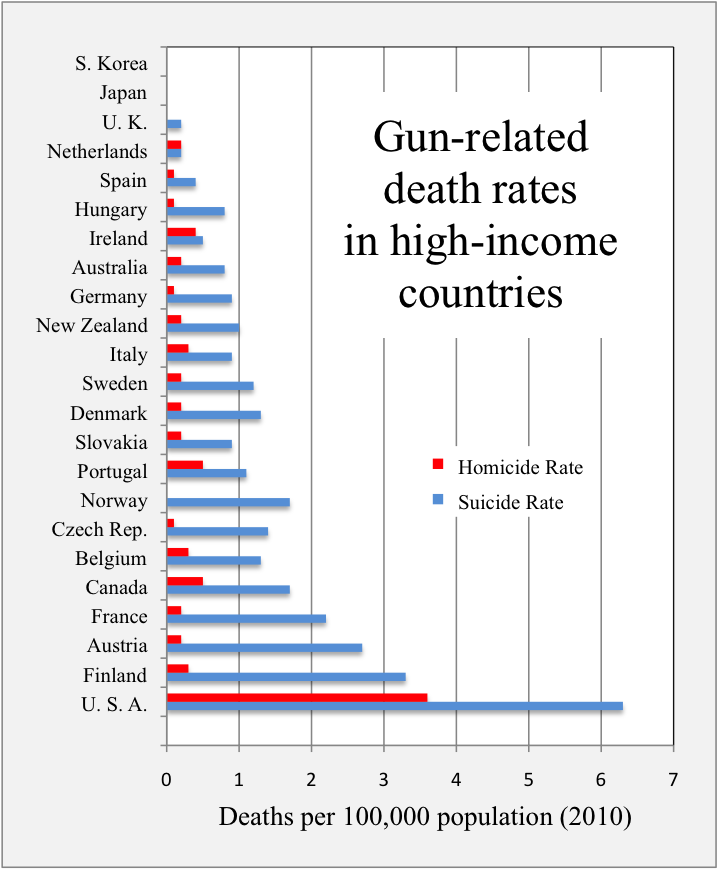
Tasas de homicidios y suicidios relacionados con armas en países de la OCDE de ingresos altos, 2010, países en el gráfico ordenados por tasas totales de muerte (homicidio más suicidio más otras muertes relacionadas con armas de fuego).

En los 52 países de ingresos altos y medianos que cuentan con 1400 millones de habitantes y no están involucrados en conflictos civiles, se estima que las muertes por arma de fuego ascendieron a 115 000 personas al año en el decenio de 1990.
El asalto con arma de fuego resultó en 173.000 muertes, a nivel mundial, en 2015, frente a las 128.000 muertes en 1990, sin embargo, esto representa una caída en la tasa de 2,41/100.000 en 1990 a 2,35/ 00.000 en 2015, ya que la población mundial ha aumentado en más de dos mil millones. Además, hubo 32.000 muertes no intencionales por armas de fuego en todo el mundo en 2015.
En 2017, hubo 39 773 muertes relacionadas con armas en los Estados Unidos; más del 60% fueron suicidios utilizando armas de fuego. Las armas de fuego son el segundo mecanismo principal de muerte por lesiones después de los accidentes automovilísticos .
En esos 52 países, el arma de fuego es el primer método utilizado para el homicidio (dos tercios) pero solo el segundo método para el suicidio (20%).
Para evitar lesiones no intencionales, la capacitación en seguridad de armas incluye educación sobre el almacenamiento adecuado de armas de fuego y los procedimiento a utilizar en el manejo de armas de fuego.

### Lesión
Según datos de EE. UU., se estima que tres personas resultan heridas con armas de fuego por cada persona que resulta muerta por arma de fuego.

### Ruido
Un peligro común del uso repetido de armas de fuego es la pérdida auditiva inducida por ruido (NIHL). El NIHL puede resultar de una exposición prolongada al ruido o de ruidos de impacto de alta intensidad, como disparos. Las personas que disparan armas a menudo tienen un patrón característico de pérdida auditiva que se conoce como «oído del tirador». A menudo tienen una pérdida de alta frecuencia con mejor audición en las frecuencias bajas y un oído suele ser peor que el otro. La oreja del lado donde el tirador sostiene el arma recibirá protección contra la onda sonora del hombro, mientras que la otra oreja permanece desprotegida y más susceptible al impacto total de la onda sonora.
La intensidad de un disparo varía; las pistolas de menor calibre suelen ser más suaves, mientras que las de mayor calibre suelen ser más ruidosas. Aunque la intensidad de un disparo suele oscilar entre 140 dB y 175 dB. Los disparos en interiores también provocan fuertes reverberaciones que también pueden ser tan dañinas como el propio disparo. Según el Instituto Nacional de Sordera y Otros Trastornos de la Comunicación, el ruido por encima de 85 dB puede comenzar a causar pérdida de audición. Si bien muchos sonidos causan daño con el tiempo, al nivel de intensidad de un disparo (140 dB o más), el daño en el oído puede ocurrir instantáneamente.
La protección auditiva es la única forma de proteger los oídos contra el daño de los disparos, ya que no hay opción para que el tirador esté más lejos de la fuente de sonido o para reducir la intensidad a un nivel seguro. Si es posible, los observadores deben intentar alejarse, pero la protección auditiva a menudo sigue siendo necesaria. Diferentes tipos de tiradores pueden beneficiarse de diferentes tipos de protección auditiva. Cuando se practica con el objetivo, se recomienda usar un tapón de inserción, así como una orejera sobre las orejas. Se recomienda a los cazadores que usen protección auditiva de tipo electrónico que puede amplificar los sonidos suaves como el crujir de las hojas mientras reduce la intensidad del disparo. La protección auditiva personalizada también puede ser eficaz y normalmente se recomienda para personas que practican tiro al plato. Sin embargo, la protección auditiva tiene limitaciones y, debido a la alta intensidad de las armas, es ciertamente posible que los tiradores aún desarrollen pérdida auditiva. Sin embargo, la protección auditiva generalmente reduce la cantidad de daño que sufre el oído, incluso si no puede protegerlo por completo.